# 勒弗冰原島峰
78°4′S 161°8′E / 78.067°S 161.133°E
勒弗冰原島峰（英語：Lever Nunataks），是南極洲的冰原島峰，位於維多利亞地的斯科特海岸，處於威爾克尼斯山脈地區，現時由南極條約體系管理。